# Салвадор (мезорегион)

Агломерация Салвадор на карте.

Салвадор или Агломерация Салвадор  (порт. Mesorregião Metropolitana de Salvador) — административно-статистический мезорегион в Бразилии, входит в штат Баия. Население составляет 4 210 499 человек (на 2010 год). Площадь — 11 283,909 км². Плотность населения — 373,14 чел./км².

## Демография
Согласно сведениям, собранным в ходе переписи 2010 г. Национальным институтом географии и статистики (IBGE), население мезорегиона составляет:
| Полное население                            | Полное население                            | Полное население                            | Полное население                            | 4 210 499 |
| ------------------------------------------- | ------------------------------------------- | ------------------------------------------- | ------------------------------------------- | --------- |
| в том числе:                                | Городское население                         | 3 938 093                                   | Процент городского населения, %             | 93,53     |
|                                             | Сельское население                          | 272 406                                     | Процент сельского населения, %              | 6,47      |
|                                             | Мужское население                           | 1 998 616                                   | Процент мужского населения, %               | 47,47     |
|                                             | Женское население                           | 2 211 883                                   | Процент женского населения, %               | 52,53     |
| Плотность населения, чел/км²                | Плотность населения, чел/км²                | Плотность населения, чел/км²                | Плотность населения, чел/км²                | 373,14    |
| Население мезорегиона в % к населению штата | Население мезорегиона в % к населению штата | Население мезорегиона в % к населению штата | Население мезорегиона в % к населению штата | 30,04     |

## Статистика
- Валовой внутренний продукт на 2003 год составляет 41 805 889 816,00 реалов (данные: Бразильский институт географии и статистики).
- Валовой внутренний продукт на душу населения на 2003 год составляет 10 711,93 реалов (данные: Бразильский институт географии и статистики).
- Индекс развития человеческого потенциала на 2000 год составляет 0,771 (данные: Программа развития ООН).

## Состав мезорегиона
В мезорегион входят следующие микрорегионы:
1. Кату
2. Салвадор
3. Санту-Антониу-ди-Жезус